# Руй Филипе
Руй Филипе Тавареш ди Баштуш (порт. Rui Filipe Tavares de Bastos; 8 марта 1968, Вали-ди-Камбра — 28 августа 1994, Фигейра-да-Фош) — португальский футболист, полузащитник.

## Клубная карьера
Родился в Вали-ди-Камбра. Начал карьеру в клубе «Жил Висенте» во Второй лиге Португалии, затем провёл два сезона в «Спортинг Эшпинью», включая сезон 1988/89 в Примейра-лиге. В 1990 году вернулся в «Жил Висенте» на правах аренды, помогая команде сохранить место в высшем дивизионе, завершив сезон на 13-м месте.
Летом 1991 года вернулся в «Порту», забив четыре гола в 25 матчах и помог клубу выиграть чемпионат. В сезоне 1993/94 «Порту» добрался до полуфинала Лиги чемпионов УЕФА, где Руй Филипе открыл счёт в выездном матче против «Вердера», завершившемся победой 5:0. В начале сезона 1994/95 он забил в первом матче против «Браги», повторил успех в первом матче Суперкубка Португалии против «Бенфики», но был удалён с поля; тем не менее, «Порту» завоевал трофей.

## Международная карьера
Вскоре после подписания контракта с «Порту» Руй Филипе был вызван в национальную сборную Португалии, где провёл шесть матчей. Дебютировал 31 мая 1992 года в розыгрыше Кубка США, выйдя на замену Луишу Фигу в матче против Италии, завершившемся со счётом 0:0.

## Смерть
28 августа 1994 года Руй Филипе погиб в автомобильной аварии в муниципалитете Фигейра-да-Фош в возрасте 26 лет.

## Достижения
«Порту»
- Чемпион Португалии: 1991/92, 1992/93, 1994/95
- Обладатель Кубка Португалии: 1993/94
- Обладатель Суперкубка Португалии: 1992, 1993, 1994